# Division 2 2021
La Division 2 2021 è la 2ª edizione del campionato di football americano di terzo livello, organizzato dalla SAFF.
I Borås Rhinos e i Vadstena Blackhawks si sono ritirati prima dell'inizio del torneo, mentre gli Halmstad Eagles e gli Skövde Dukes l'hanno fatto dopo la scadenza dei termini.

## Squadre partecipanti
| Club                 | Città      | Stadio | Sponsor ufficiale | Risultato nella stagione 2020 |
| -------------------- | ---------- | ------ | ----------------- | ----------------------------- |
| Borås Rhinos         | Borås      |        |                   |                               |
| Carlstad Crusaders B | Karlstad   |        |                   |                               |
| Dalecarlia Rebels    | Borlänge   |        |                   |                               |
| Gefle Red Devils     | Gävle      |        |                   |                               |
| Halmstad Eagles      | Halmstad   |        |                   |                               |
| Jönköping Spartans   | Jönköping  |        |                   |                               |
| Karlskoga Wolves     | Lidköping  |        |                   |                               |
| Skövde Dukes         | Skövde     |        |                   |                               |
| Vadstena Blackhawks  | Motala     |        |                   |                               |
| Upplands-Bro Broncos | Kungsängen |        |                   |                               |
| Västerås Roedeers    | Västerås   |        |                   |                               |
| Ystad Rockets        | Ystad      |        |                   |                               |

## Stagione regolare

### Calendario

#### 1ª giornata
| Karlstad 14 agosto 2021 | Carlstad Crusaders B | 21 – 28 | Karlskoga Wolves | Sannafältets sportcenter |

| Kungsängen 15 agosto 2021 | Upplands-Bro Broncos | 14 – 20 | Västerås Roedeers | Kungsängens IP |

#### 2ª giornata
| Kungsängen 21 agosto 2021 | Upplands-Bro Broncos | 6 – 0 | Dalecarlia Rebels | Kungsängens IP |

| Lidköping 21 agosto 2021 | Skövde Dukes | 0 – 1 (a tavolino) | Karlskoga Wolves | Östbyplanen |

| Huskvarna 21 agosto 2021 | Jönköping Spartans | 1 – 0 (a tavolino) | Halmstad Eagles | Öxnehaga IP |

| 20-22 agosto 2021 | Vadstena Blackhawks | - – - | Carlstad Crusaders |  |

| 20-22 agosto 2021 | Borås Rhinos | - – - | Ystad Rockets |  |

#### 3ª giornata
| Västerås 28 agosto 2021, ore 16:00 | Västerås Roedeers | 8 – 26 | Gefle Red Devils | Arosvallen |

| Skövde 28 agosto 2021 | Skövde Dukes | 0 – 1 (a tavolino) | Carlstad Crusaders B | Lillegårdens IP |

| 28-29 agosto 2021 | Skövde Dukes | - – - | Vadstena Blackhawks |  |

#### 4ª giornata
| Falun 4 settembre 2021, ore 13:00 | Dalecarlia Rebels | 0 – 42 | Gefle Red Devils | Dalavallen |

| 4-5 settembre 2021 | Karlskoga Wolves | - – - | Vadstena Blackhawks |  |

| 4-5 settembre 2021 | Jönköping Spartans | - – - | Borås Rhinos |  |

#### 5ª giornata
| Gävle 11 settembre 2021, ore 13:00 | Gefle Red Devils | 22 – 20 | Västerås Roedeers | Nynäs IP |

| Karlstad 11 settembre 2021 | Skövde Dukes | 0 – 1 (a tavolino) | Carlstad Crusaders B | Sannafältets sportcenter |

| 11-12 settembre 2021 | Borås Rhinos | - – - | Halmstad Eagles |  |

| Huskvarna 12 settembre 2021 | Jönköping Spartans | 0 – 20 | Ystad Rockets | Öxnehaga IP |

#### 6ª giornata
| Västerås 18 settembre 2021, ore 15:30 | Västerås Roedeers | 6 – 12 | Upplands-Bro Broncos | Arosvallen |

| Karlskoga 18 settembre 2021 | Karlskoga Wolves | 1 – 0 (a tavolino) | Skövde Dukes | Nobelstadion |

| 18-19 settembre 2021 | Carlstad Crusaders B | - – - | Vadstena Blackhawks |  |

| Ystad 19 settembre 2021 | Ystad Rockets | 1 – 0 (a tavolino) | Halmstad Eagles | Sandskogens IP |

#### 7ª giornata
| Stoccolma 25 settembre 2021, ore 13:00 | Upplands-Bro Broncos | 0 – 6 | Gefle Red Devils | Zinkensdamms Idrottsplats |

| Västerås 25 settembre 2021, ore 16:00 | Västerås Roedeers | 6 – 0 | Dalecarlia Rebels | Arosvallen |

| Karlstad 25 settembre 2021 | Carlstad Crusaders B | 35 – 21 | Karlskoga Wolves | Sannafältets sportcenter |

| 25-26 settembre 2021 | Vadstena Blackhawks | - – - | Karlskoga Wolves |  |

| 25-26 settembre 2021 | Ystad Rockets | - – - | Borås Rhinos |  |

#### 8ª giornata
| Falun 2 ottobre 2021, ore 13:00 | Dalecarlia Rebels | 6 – 5 | Upplands-Bro Broncos | Dalavallen |

| Karlskoga 3 ottobre 2021 | Karlskoga Wolves | 7 – 7 | Carlstad Crusaders B | Nobelstadion |

| Ystad 3 ottobre 2021 | Ystad Rockets | 8 – 6 | Jönköping Spartans | Sandskogens IP |

#### 9ª giornata
| 7 ottobre 2021 | Karlskoga Wolves | 1 – 0 (a tavolino) | Skövde Dukes |  |

| 7 ottobre 2021 | Carlstad Crusaders B | 1 – 0 (a tavolino) | Skövde Dukes |  |

| Gävle 9 ottobre 2021, ore 13:00 | Gefle Red Devils | 14 – 7 | Dalecarlia Rebels | Nynäs IP |

| Halmstad 9 ottobre 2021 | Halmstad Eagles | 0 – 1 (a tavolino) | Ystad Rockets | Halmstad arena IP Plan 7 |

| 9-10 ottobre 2021 | Vadstena Blackhawks | - – - | Skövde Dukes |  |

| 9-10 ottobre 2021 | Borås Rhinos | - – - | Jönköping Spartans |  |

#### 10ª giornata
| Gävle 16 ottobre 2021, ore 13:00 | Gefle Red Devils | 29 – 6 | Upplands-Bro Broncos | Nynäs IP |

| Falun 16 ottobre 2021 | Dalecarlia Rebels | 12 – 36 | Västerås Roedeers | Dalavallen |

| 16 ottobre 2021 | Halmstad Eagles | 0 – 1 (a tavolino) | Jönköping Spartans |  |

| 16-17 ottobre 2021 | Halmstad Eagles | - – - | Borås Rhinos |  |

#### 11ª giornata
Giornata anticipata.

### Classifiche
Le classifiche della regular season sono le seguenti:
- PCT = percentuale di vittorie, G = partite giocate, V = partite vinte,  P = partite perse, PF = punti fatti, PS = punti subiti

#### Norra
| Pos. | Squadra              | PCT   | G | V | N | P | PF  | PS  |
| ---- | -------------------- | ----- | - | - | - | - | --- | --- |
| 1    | Gefle Red Devils     | 1.000 | 6 | 6 | 0 | 0 | 139 | 41  |
| 2    | Västerås Roedeers    | .500  | 6 | 3 | 0 | 3 | 96  | 86  |
| 3    | Upplands-Bro Broncos | .333  | 6 | 2 | 0 | 4 | 43  | 67  |
| 4    | Dalecarlia Rebels    | .167  | 6 | 1 | 0 | 5 | 25  | 109 |

#### Mellersta
| Pos. | Squadra              | PCT  | G | V | N | P | PF | PS |
| ---- | -------------------- | ---- | - | - | - | - | -- | -- |
| 1    | Carlstad Crusaders B | .750 | 6 | 4 | 1 | 1 | 66 | 56 |
| 2    | Karlskoga Wolves     | .750 | 6 | 4 | 1 | 1 | 59 | 63 |
| 3    | Skövde Dukes         | .000 | 6 | 0 | 0 | 6 | 0  | 6  |
| -    | Vadstena Blackhawks  | -    | - | - | - | - | -  | -  |

#### Södra
| Pos. | Squadra            | PCT   | G | V | N | P | PF | PS |
| ---- | ------------------ | ----- | - | - | - | - | -- | -- |
| 1    | Ystad Rockets      | 1.000 | 4 | 4 | 0 | 0 | 30 | 6  |
| 2    | Jönköping Spartans | .500  | 4 | 2 | 0 | 2 | 8  | 28 |
| 3    | Halmstad Eagles    | .000  | 4 | 0 | 0 | 4 | 0  | 4  |
| -    | Borås Rhinos       | -     | - | - | - | - | -  | -  |

## Playoff
| Ystad 23 ottobre 2021, ore 15:00 | Ystad Rockets | 21 – 14 | Karlskoga Wolves | Sandskogens IP |

| Gävle 23 ottobre 2021, ore 16:00 | Gefle Red Devils | 36 – 20 | Västerås Roedeers | Nynäs IP |

## Verdetti
- Gefle Red Devils e  Ystad Rockets Campioni della Division 2 2021